# De tre, måske fire
De tre, måske fire er en dansk film fra 1939 instrueret af Alice O'Fredericks, Lau Lauritzen Jr. efter manuskript af Alice O'Fredericks, Lau Lauritzen Jr. og Børge Müller.

## Handling
En ung mand drager på en ældgammel motorcykel fra sin fædrene gård ind til den store by. Hans fader giver ham en masse gode råd med på vejen, og der er det usædvanlige ved disse råd, at de er stik modsat af, hvad andre fædre siger til deres børn. Således "åndeligt beriget" og med anbefaling i lommen til et stort handelsfirma, ankommer den unge mand til København. Snart er han ansat i et stort firma, har charmeret kontorets kønneste pige, fået de tre skrappeste fyre mellem personalet til hjertevenner, og alt tegner lyst. Der sker dog noget uventet..

## Medvirkende
Blandt de medvirkende kan nævnes:
- Børge Rosenbaum
- Lau Lauritzen jun.
- Poul Reichhardt
- Per Gundmann
- Betty Söderberg
- Erika Voigt
- Eigil Reimers
- Gull-Maj Norin
- Gunnar Lauring
- Knud Almar
- Sigurd Langberg

## Eksterne links
- De tre, måske fire på Internet Movie Database (engelsk)
- De tre, måske fire på Filmdatabasen
- De tre, måske fire på danskefilm.dk
- De tre, måske fire på danskfilmogtv.dk
- De tre, måske fire på Scope
- De tre, måske fire på The Movie Database (engelsk)